# Evgenija Radanova
Evgenija Radanova (bolgarsko Евгения Раданова), bolgarska hitrostna drsalka in kolesarka, * 4. november 1977, Sofija.
Za Bolgarijo je Radanova nastopila tako na poletnih, kot tudi na zimskih Olimpijskih igrah. Nekaj časa je bila nosilka svetovnega rekorda v hitrostnem drsanju na 500 m. Rekord s časom 43,671s, je postalila 19. oktobra 2001 v Calgaryju. Na olimpijadi v Salt Lake Cityju 2002 je osvojila srebrno medaljo na 500 m, na 1500 m pa je osvojila bron. Leta 2006 je na olimpijadi v Torinu na 500 metrov prav tako osvojila srebrno medaljo. Na Poletnih igrah 2004 v Atenah je nastopila v kolesarstvu, a ni osvojila medalje. Na zimskih igrah v Vancouvru leta 2010 je osvojila 7. mesto v hitrostnem drsanju na 500 m.